# فرودگاه پرینس جرج (محله هوایی نورث کاریبو)
فرودگاه پرینس جرج (محله هوایی نورث کاریبو) (به انگلیسی: Prince George (North Cariboo Air Park) Airport) یک فرودگاه خصوصی است . این فرودگاه در شهر پرنس جورج، بریتیش کلمبیا کشور کانادا قرار دارد و در ارتفاع ۷۶۲ متری از سطح دریا واقع شده است.